# ARWEN 37非致命彈藥發射器
ARWEN 37是一種英國產的非致命彈藥發射器，發射各種37毫米口徑非致命彈藥（包括：泡沫彈、木頭彈或催淚彈等）。該武器以5發容量的旋轉式彈鼓供彈。其名稱“ARWEN”是“恩菲爾德鎮暴武器”的縮寫（英語：Anti Riot Weapon ENfield）。

## 歷史
ARWEN 37是由英國恩菲爾德皇家輕兵器工廠按照英國軍方的要求於1977年設計。當時英軍正尋求一種多發裝填及可連射的鎮暴武器，以取代只能單發射擊的法德魯防暴槍。皇家輕兵器工廠推出了三枝原型槍供軍方測試，三枝槍當中一枝以旋轉式彈鼓供彈，一枝可半自動射擊，餘下一枝以泵動式原理運作。最後，英軍選擇了以旋轉式彈鼓供彈的版本，工廠便隨即投產該槍。
截至2001年為止，ARWEN系列武器的商標由警用軍械公司（Police Ordanance Company Inc）擁有。該槍也在加拿大獲授權生產。

## 使用國与地区
- 加拿大
- 法國
- 香港
  - 香港警務處
    - 特別任務連
- 英国
  - 英國武裝部隊：命名為“L67A1”。
    - 特種空勤團：於城市反恐作戰時使用。